# 鱒沢村
鱒沢村（ますざわむら）は、1955年（昭和30年）まで岩手県上閉伊郡にあった村。現在の遠野市宮守町上鱒沢・宮守町下鱒沢にあたる。

## 沿革
- 1889年（明治22年）4月1日 - 町村制施行にともない、上鱒沢村と下鱒沢村が合併して西閉伊郡鱒沢村が発足。
- 1897年（明治30年）4月1日 - 郡の統合により西閉伊郡と南閉伊郡が合併して上閉伊郡が発足[1]。上閉伊郡鱒沢村となる。
- 1955年（昭和30年）2月11日 - 宮守村・達曽部村と合併し、新制の宮守村となる。

## 行政

### 歴代村長
| 代 | 氏名       | 就任                       | 退任                       | 備考 |
| -- | ---------- | -------------------------- | -------------------------- | ---- |
| 1  | 多田善次郎 | 1889年（明治22年）5月12日  | 1890年（明治23年）1月17日  |      |
| 2  | 多田貞太郎 | 1890年（明治23年）3月18日  | 1892年（明治25年）5月20日  |      |
| 3  | 工藤兵次郎 | 1892年（明治25年）9月19日  | 1896年（明治29年）9月18日  |      |
| 4  | 遊田三五郎 | 1896年（明治29年）10月12日 | 1900年（明治33年）10月11日 |      |
| 5  | 多田与市   | 1900年（明治33年）10月20日 | 1905年（明治38年）10月6日  |      |
| 6  | 菊池長助   | 1906年（明治39年）4月7日   | 1913年（大正2年）3月11日   |      |
| 7  | 藤原太郎   | 1913年（大正2年）10月27日  | 1915年（大正4年）3月13日   |      |
| 8  | 菊池福次郎 | 1915年（大正4年）11月25日  | 1918年（大正7年）12月28日  |      |
| 9  | 菊池東吾   | 1919年（大正8年）7月24日   | 1931年（昭和6年）7月23日   |      |
| 10 | 菅原喜三郎 | 1931年（昭和6年）7月23日   | 1932年（昭和7年）2月18日   |      |
| 11 | 菊池東吾   | 1932年（昭和7年）3月31日   | 1943年（昭和18年）3月31日  | 再任 |
| 12 | 浅倉直吉   | 1943年（昭和18年）4月18日  | 1946年（昭和21年）11月19日 |      |
| 13 | 太田喜三郎 | 1947年（昭和22年）4月10日  | 1950年（昭和25年）1月20日  |      |
| 14 | 多田一美   | 1950年（昭和25年）3月21日  | 1954年（昭和29年）3月20日  |      |
| 15 | 多田修三   | 1954年（昭和29年）3月21日  | 1955年（昭和30年）2月10日  |      |

## 交通

### 鉄道
- 国鉄釜石線：柏木平駅 - 鱒沢駅 - 荒谷前駅